# 火祖阁
火祖阁，位于中国青海省湟源县城关镇丰盛街，为第七批青海省文物保护单位，公布日期为2004年5月10日，类型为古建筑。
火祖阁的历史年代为清。